# Ачит нуур
Ачит нуур (на монголски: Ачит нуур, „благодетелно езеро“) е сладководно езеро в Западна Монголия, 8-ото по големина в страната. Площта му е 297 km², обемът – 0,665 km³, средната дълбочина – 2,2 m, максималната – 10 m.
Езерото Ачит нуур е разположено в крайната северозападна част на Монголия в междупланинска котловина между източните разклонения на граничния хребет Сайлюгем на запад и хребетите Турген Ула и Хайрхан Ула на североизток и югоизток. Лежи в плоско степно понижение на 1435 m н.в. с дължина от север на юг 28 km, ширина до 16 km и дължина на бреговата линия 98 km. Бреговете му са пустинни, предимно скалисти и високи, а на северозапад – ниски и заблатени. Подхранва се от няколко реки, най-големи от които са Хув Усни гол и Моген Бурен, вливащи се в него от северозапад. От югоизточния му ъгъл изтича река Усни Холоойн, ляв приток на река Ховд (от басейна на езерото Хяргас нуур).